# Rothmans Canadian Open 1975
Rothmans Canadian Open 1975 — тенісний турнір, що проходив на відкритих кортах з ґрунтовим покриттям Toronto Lawn Tennis Club у Торонто (Канада). Належав до Commercial Union Assurance Grand Prix 1975 і Туру WTA 1975. Тривав з 11 серпня до 17 серпня 1975 року.

## Фінальна частина

### Одиночний розряд, чоловіки
Мануель Орантес —  Іліє Настасе 7–6(7–4), 6–0, 6–1
- Для Орантеса це був 10-й титул за сезон і 35-й - за кар'єру.

### Одиночний розряд, жінки
Марсі Луї —  Лора Дюпонт 6–1, 4–6, 6–4
- Для Луї це був 1-й титул за рік і 1-й — за кар'єру.

### Парний розряд, чоловіки
Кліфф Дрісдейл /  Реймонд Мур —  Ян Кодеш /  Іліє Настасе 6–4, 5–7, 7–6
- Для Дрісдейла це був 2-й титул за сезон і 9-й - за кар'єру. Для Мура це був єдиний титул за сезон і 3-й - за кар'єру.

### Парний розряд, жінки
Джулі Ентоні /  Маргарет Корт —  Джоанн Расселл /  Джейн Страттон 6–2, 6–4
- Для Ентоні це був 1-й титул за рік і 1-й — за кар'єру. Для Корт це був 1-й титул за рік і 133-й — за кар'єру.